# Municipio de Boyer (condado de Harrison)
El municipio de Boyer (en inglés: Boyer Township) es un municipio ubicado en el condado de Harrison en el estado estadounidense de Iowa. En el año 2010 tenía una población de 1875 habitantes y una densidad poblacional de 20,1 personas por km².

## Geografía
El municipio de Boyer se encuentra ubicado en las coordenadas 41°43′56″N 95°43′51″O / 41.73222, -95.73083. Según la Oficina del Censo de los Estados Unidos, el municipio tiene una superficie total de 93.29 km², de la cual 93,02 km² corresponden a tierra firme y (0,29 %) 0,27 km² es agua.

## Demografía
Según el censo de 2010, había 1875 personas residiendo en el municipio de Boyer. La densidad de población era de 20,1 hab./km². De los 1875 habitantes, el municipio de Boyer estaba compuesto por el 98,72 % blancos, el 0,16 % eran afroamericanos, el 0,11 % eran amerindios, el 0,48 % eran asiáticos, el 0,16 % eran de otras razas y el 0,37 % eran de una mezcla de razas. Del total de la población el 0,96 % eran hispanos o latinos de cualquier raza.